# Eleccions a governador de Tòquio de 1995
Les eleccions a governador de Tòquio de 1995 es van celebrar el dia 9 d'abril de 1995. El guanyador va ser en Yukio Aoshima, independent, qui va substituir com a Governador de Tòquio a Shunichi Suzuki.

## Antecedents
El llavors governador Shunichi Suzuki, de 84 anys, va prendre la decisió de deixar el càrrec que tenia des de 1979 per un seguit d'acusacions i mala imatge degut a la seua gestió barrejat tot amb l'esclafit de la bambolla econòmica japonesa, com la intenció de crear un model de ciutat futurista a l'illa d'Odaiba.
Insatisfets amb la política feta fins al moment es van presentar el ex alcalde de la ciutat d'Izumo, a la prefectura de Shimane, Tetsundo Iwakuni i també l'economista d'èxit Kenichi Omae, qui recentment havia fundat l'Associació d'Innovació Heisei.
Poc després es presentà Nobuo Ishihara, qui va obtindre el suport i la recomendació del sindicat Rengō, dels empresaris, dels demobudistes del Kōmeitō, del Partit Socialista del Japó (tot i que algunes faccions van donar suport a altres candidats), del Partit Liberal Democràtic (del qual era membre), del Partit Democràtic Socialista, de la Lliga Liberal i del conservador Nou Partit Sakigake. Amb una gran experiència adquirida al govern nacional, Ishihara era pels seus mèrits i suports un dels candidats més prometedors de les eleccions.
Yukio Aoshima, antiga figura de la televisió va presentar-se com a independent, sense cap partit darrere i fent una campanya centrada en la fama de la seua figura i de tall populista contra el govern del fins llavors governador Suzuki.
Saburō Kuroki, comunista i professor emèrit de la Universitat de Waseda va ser el candidat més major d'aquelles eleccions, a les quals es presentà amb el suport del Partit Comunista del Japó i d'una facció del PSJ. Per una altra banda, Tetsu Ueda, un conegut antic reporter de la NHK es postulà amb el suport d'una altra facció del PSJ.
En aquestes eleccions van desaparèixer els candidats d'ultra-dreta que havien vingut presentant-se a les eleccions des de després de la guerra, en part per factors com la desaparició de la Unió Soviètica, la reforma de les lleis de comerç que impedia a les empreses fer donacions als candidats i de la mort d'en Ryōichi Sasakawa, un dels majors patrocinadors d'aquests candidats. Per altra banda els peculiars candidats Fumiko Mekata i Setsuo Yamaguchi van atraure alguns votants.

## Candidatures
| Candidat i partit polític                                                     | Candidat i partit polític | Candidat i partit polític | Eslògan de campanya                 | Detalls |
| ----------------------------------------------------------------------------- | ------------------------- | ------------------------- | ----------------------------------- | --- |
| Kenichi Omae Independent                                                      | Asano                     |                           | 新・薩長連合 (Nou. Unió Jeràrquica) | Nou candidat. Membre de l'Assamblea d'Innovació Heisei i consultor. 52 anys. |
| Tetsundo Iwakuni Independent                                                  | Asano                     |                           |                                     | Nou candidat. Candidat amb el suport del Partit Metropolità de Tòquio i antic alcalde d'Izumo (1989-1995). 58 anys. |
| Setsuo Yamaguchi Independent                                                  | Toyama                    |                           |                                     | Nou candidat. Tassador de bens immobles. 45 anys. |
| Tetsu Ueda Independent                                                        | Ishihara                  |                           |                                     | Nou candidat. Candidat amb el suport parcial del Partit Socialista del Japó, antic membre de la Cambra de Representants del Japó (1979-1993) i cap de sindicat de treballadors. 67 anys.                                     |
| Nobuo Ishihara Independent                                                    | Asano                     |                           |                                     | Nou candidat. Candidat amb el suport del Partit Liberal Democràtic, Partit Socialista del Japó, Kōmeitō, Lliga Liberal i Nou Partit Sakigake, antic subsecretari en cap del gabinet i viceministre d'afers interns. 68 anys. |
| Yukio Aoshima Independent                                                     | Kurokawa                  |                           |                                     | Nou candidat. Ex membre de la Cambra de Consellers del Japó (1968-1995) pel Club Dainiin, escriptor i artista. 62 anys. |
| Fumiko Mekata Associació per a eliminar l'ingrés a les universitats nacionals | Dr. Nakamatsu             |                           |                                     | Nou candidat. Oficial de grup. 49 anys. |
| Saburō Kuroki Independent                                                     | Kurokawa                  |                           |                                     | Nou candidat. Candidat amb el suport del Partit Comunista del Japó i el parcial del Partit Socialista del Japó, professor emèrit de la Universitat de Waseda i advocat. 73 anys.                                             |

## Resultats
| Partit                                                        | Candidat         | Vots      | %     |
| ------------------------------------------------------------- | ---------------- | --------- | ----- |
| Independent                                                   | Yukio Aoshima    | 1.700.993 | 36,60 |
| Independent                                                   | Nobuo Ishihara   | 1.235.498 | 26,59 |
| Independent                                                   | Tetsundo Iwakuni | 824.385   | 17,74 |
| Independent                                                   | Kenichi Omae     | 422.609   | 9,09  |
| Independent                                                   | Saburō Kuroki    | 284.387   | 6,12  |
| Independent                                                   | Tetsu Ueda       | 162.710   | 3,50  |
| Associació per eliminar l'ingrés a les universitats nacionals | Fumiko Mekata    | 10.142    | 0,22  |
| Independent                                                   | Setsuo Yamaguchi | 6.579     | 0,14  |